# Ng Tsz Yau
Ng Tsz Yau (chinesisch 吳芷柔 / 吴芷柔, Pinyin Wú Zhǐróu, Jyutping Ng4 Zi2jau4; * 24. April 1998 in Hongkong) ist eine Badmintonspielerin aus Hongkong.

## Karriere
Ng begann mit fünf Jahren Badminton zu spielen und gab 2012 ihr internationales Debüt bei der Hong Kong Super Series. Bei den Olympischen Jugend-Sommerspielen 2014 in Nanjing erspielte sie mit dem Malaysier Cheam June Wei die olympische Goldmedaille im Gemischten Doppel. 2016 zog Ng mit Tam Chun Hei ins Endspiel der nationalen Meisterschaft von Hongkong ein und wurde im Folgejahr erneut Zweite im Mixed und Hongkonger Meisterin im Damendoppel. Außerdem triumphierte sie mit ihrem Sieg bei der Tata Open India International Challenge zum ersten Mal bei einem internationalen Turnier der Badminton World Federation. Im nächsten Jahr erreichte Ng erneut das Endspiel der Hongkonger Meisterschaft und war bei den Singapur International 2018 gleich in zwei Disziplinen siegreich. Des Weiteren siegte sie an der Seite von Yuen Sin Ying 2018 auch zum ersten Mal bei einem Turnier der BWF World Tour, als sie bei den Hyderabad Open erfolgreich war. 2019 zog Ng ein weiteres Mal ins Finale der nationalen Meisterschaften ein, triumphierte bei den Lingshui China Masters und war Teil der Hongkonger Nationalmannschaft, die bei der Asienmeisterschaft in ihrem Heimatland die Bronzemedaille gewann. Im Folgejahr gewann sie zum zweiten Mal die nationale Meisterschaft im Damendoppel. 2021 erreichte Ng zwei Mal das Finale bei internationalen Wettkämpfen und siegte mit Lee Chun Hei bei den Bahrain International im Gemischten Doppel. Im nächsten Jahr siegte sie in zwei Disziplinen bei den Dutch International und den Chinese Taipei Open.

## Sportliche Erfolge
| Jahr | Veranstaltung                                | Platz | Disziplin   | Spielpartner   |
| ---- | -------------------------------------------- | ----- | ----------- | -------------- |
| 2014 | Olympische Jugend-Sommerspiele 2014          | 1.    | Mixed       | Cheam June Wei |
| 2017 | Tata Open India International Challenge 2017 | 1.    | Damendoppel | Yeung Nga Ting |
| 2018 | Singapur International 2018                  | 1.    | Damendoppel | Yuen Sin Ying  |
| 2018 | Singapur International 2018                  | 1.    | Mixed       | Yeung Ming Nok |
| 2018 | Hyderabad Open 2018                          | 1.    | Damendoppel | Yuen Sin Ying  |
| 2019 | Lingshui China Masters 2019                  | 1.    | Mixed       | Tang Chun Man  |
| 2019 | Asienmeisterschaft 2019                      | 3.    | Mannschaft  | Hongkong       |
| 2021 | Bahrain International 2021                   | 2.    | Damendoppel | Tsang Hiu Yan  |
| 2021 | Bahrain International 2021                   | 1.    | Mixed       | Lee Chun Hei   |
| 2021 | Bahrain International Challenge 2021         | 2.    | Damendoppel | Tsang Hiu Yan  |
| 2022 | Dutch International 2022                     | 1.    | Damendoppel | Tsang Hiu Yan  |
| 2022 | Dutch International 2022                     | 1.    | Mixed       | Lee Chun Hei   |
| 2022 | Chinese Taipei Open 2022                     | 1.    | Damendoppel | Tsang Hiu Yan  |
| 2022 | Chinese Taipei Open 2022                     | 1.    | Mixed       | Lee Chun Hei   |

| Jahr | Veranstaltung                   | Platz | Disziplin   | Spielpartner   |
| ---- | ------------------------------- | ----- | ----------- | -------------- |
| 2016 | Meisterschaft von Hongkong 2016 | 2.    | Damendoppel | Yeung Nga Ting |
| 2016 | Meisterschaft von Hongkong 2016 | 3.    | Mixed       | Tang Chun Man  |
| 2017 | Meisterschaft von Hongkong 2017 | 1.    | Damendoppel | Yeung Nga Ting |
| 2017 | Meisterschaft von Hongkong 2017 | 2.    | Mixed       | Tam Chun Hei   |
| 2018 | Meisterschaft von Hongkong 2018 | 2.    | Damendoppel | Yuen Sin Ying  |
| 2019 | Meisterschaft von Hongkong 2019 | 2.    | Damendoppel | Yuen Sin Ying  |
| 2019 | Meisterschaft von Hongkong 2019 | 3.    | Mixed       | Tam Chun Hei   |
| 2020 | Meisterschaft von Hongkong 2020 | 1.    | Damendoppel | Yuen Sin Ying  |
| 2020 | Meisterschaft von Hongkong 2020 | 3.    | Mixed       | Lee Chun Hei   |